# Jakob Zupan
Jakob Frančišek Zupan, o anche Suppan (Schrötten an der Laßnitz, 27 luglio 1734 – Kamnik, 11 aprile 1810), è stato un compositore sloveno.
Studiò in gioventù presso l'Università dei Gesuiti di Graz, dove nel 1749 risulta iscritto, e dal 1757 prestò servizio come insegnante di musica a Kamnik, un paese sito vicino a Lubiana. Ivi divenne maestro del coro locale e prese parte alle attività della Accademische Confoederation Sanctae Caeciliae, un'associazione di musica sacra attiva dal 1731 al 1784. Durante gli anni ottanta egli scrisse il suo unico lavoro operistico, Belin, la prima opera in assoluto in sloveno, nonché una delle prime basate su un testo scritto in una lingua slava, tuttavia la musica di questo lavoro è andata perduta. Il libretto dell'opera, scritto dal monaco agustiniano J. D. Dev, si basa sul modello del tipico libretto metastasiano (ossia alternanza di arie e recitativi con coro finale). I suoi pochi lavori sopravvissuti, solo sacri, come stile sono affini alla musica sacra tipica dell'Austria e della Germania meridionale della metà del XVIII secolo, ossia appartengono al periodo di transizione tra il tardo barocco e il primo classicismo, e presentano una tecnica compositiva assai dotta, nonché ricchezza d'inventiva.

## Composizioni
- Messa in do maggiore per soprano, basso, 2 violini, 2 clarini e basso continuo
- Messa in si maggiore per 2 soprani e organo
- Litania in sol maggiore per soprano, contralto, tenore, basso, 2 violini, 2 corni e basso continuo
- Te Deum per soprano, contralto, tenore, basso, 2 violini, 2 clarini, timpani e basso continuo
- 2 Regina coeli, Salve regina, Stabat mater, inni per 2-4 voci, strumenti e basso continuo
- 6 arie (mottetti) per soprano, contralto, strumenti e basso continuo
- 2 arie (mottetti) per 2 soprani, 2 contralti, strumenti e basso continuo
- Allegro (sonata) per organo
- Belin (opera, libretto di J. D. Dev, dopo il 1780; perduta)